# Azraq, Iordania
Azraq (în arabă الأزرق însemnând „albastru”) este un oraș din Guvernoratul Zarqa din est-centrul Iordaniei, aflat la 100 kilometri (62 mi) est de Amman. Populația orașului Azraq era de 9.021 de locuitori în 2004. Baza aeriană Muwaffaq Salti este situată în Azraq.

## Istoric

### Preistorie
Dovezile arheologice indică faptul că Azraq a fost ocupat de sute de mii de ani, cu cele mai vechi rămășițe cunoscute datând din Paleoliticul inferior, în urmă cu aproximativ 500-300 de mii de ani. Oaza alimentată cu izvoare a oferit o sursă mai mult sau mai puțin constantă de apă în toată această perioadă și, probabil, a acționat ca un refugiu pentru oameni și alte animale în momentele în care zona înconjurătoare s-a uscat. Oaza în sine s-a schimbat pe măsură ce clima a fluctuat: uneori un lac, o mlaștină, sau un lac uscat sezonier.
În timpul perioadei epipalaeolitică oaza a fost, de asemenea, un punct important de stabilire.

### Istoria târzie
Azraq a fost mult timp o așezare importantă într-o zonă deșertică îndepărtată și acum aridă din Iordania. Valoarea strategică a orașului și a castelului său (Qasr Azraq) este că se află în mijlocul oazei Azraq, singura sursă permanentă de apă dulce în aproximativ 12.000 de kilometri pătrați de deșert. Orașul este, de asemenea, situat pe o rută deșertică majoră care ar fi facilitat comerțul în regiune.

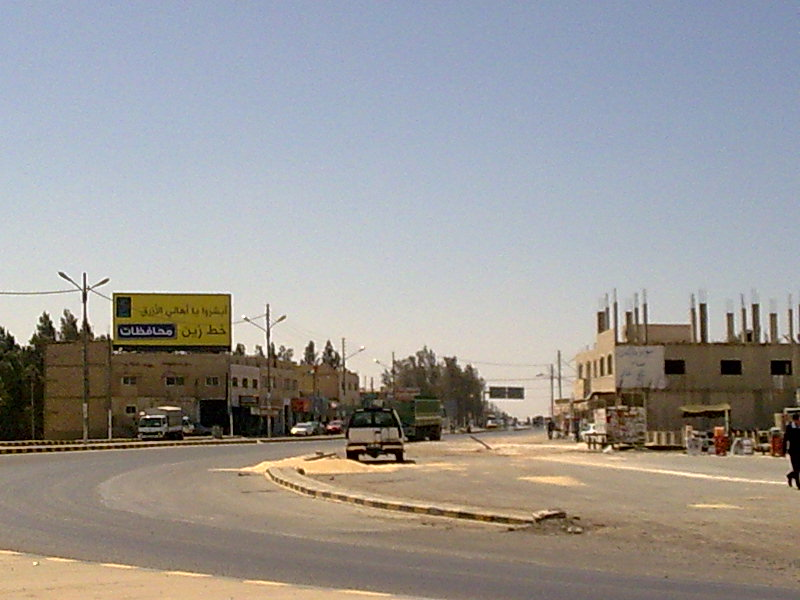
Vedere stradală Azraq

Activitatea de așezare din perioada nabateană a fost, de asemenea, documentate în zonă. Qasr Azraq a fost construit de romani în secolul al III-lea d.Hr., și a fost puternic modificat în Evul Mediu de către mameluci. În perioada omeyyadă a fost construit un rezervor de apă în sudul Azraqului.
În timpul revoltei arabe de la începutul secolului al XX-lea, Qasr Azraq a fost un cartier general important pentru T. E. Lawrence.

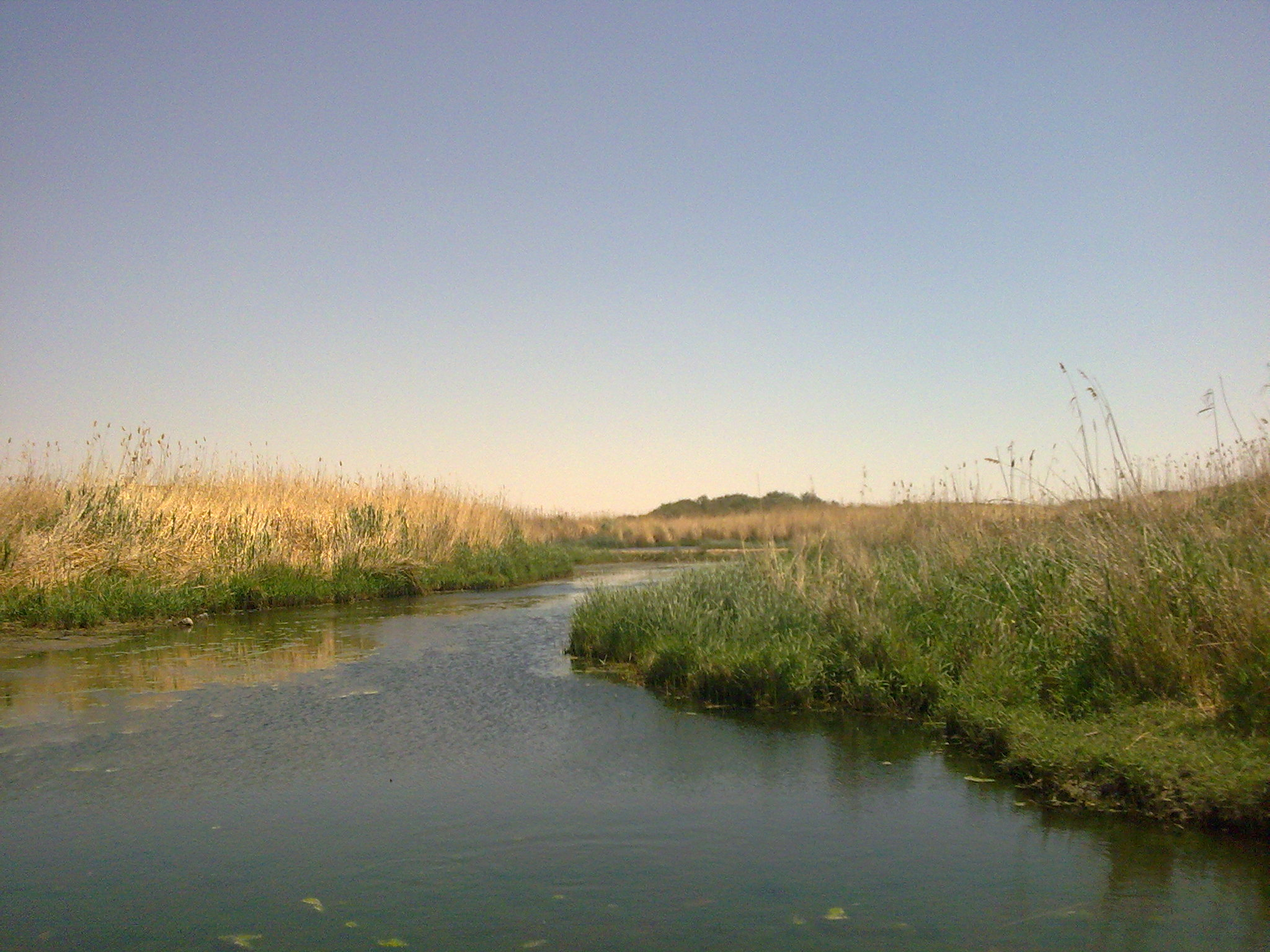
Rezervația Azraq pentru Zonele Umede.

Tabăra de refugiați Azraq, adăpostind refugiații războiului civil sirian, a fost deschisă în 2014 și se află la 20 kilometri (12 mi) vest de Azraq. Situl a fost folosit anterior în timpul războiului din Golf din 1990-91 ca o tabără de tranzit pentru irakienii și kuweitienii strămutați.

## Demografie

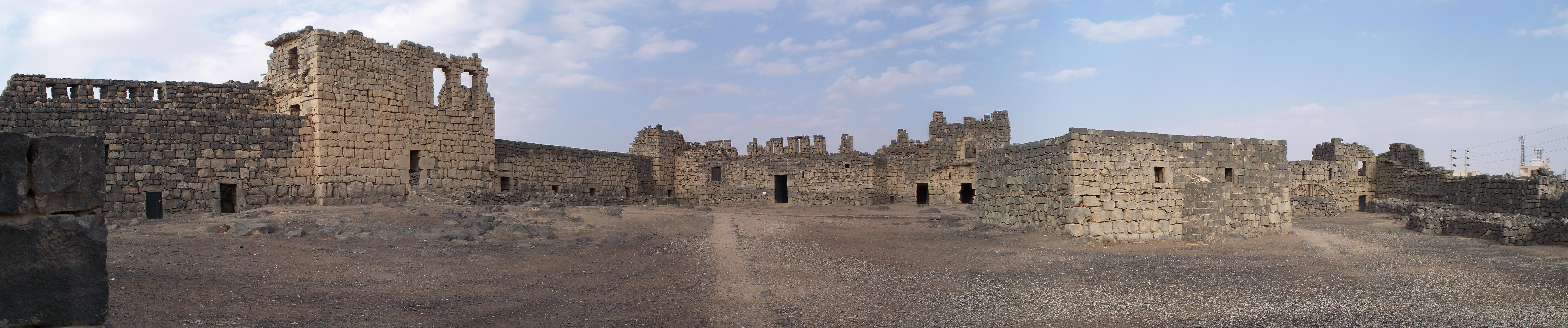
Castelul Azraq

Conform Recensământului Național al Iordaniei din 2004, populația orașului Azraq era de 9.021 de locuitori, dintre care 7.625 (84,5%) erau cetățeni iordanieni. 4.988 (55,3%) au fost bărbați și 4.033 (44,7%) femei. Următorul recensământ a fost efectuat în 2014.

## Rezervație sălbatică
Azraq este, de asemenea, notabil ca fiind situl uneia dintre cele șapte zone protejate de rezervație naturală a Iordaniei (înființată de Societatea Regală pentru Conservarea Naturii): Rezervația zonelor umede Azraq din Azraq al-Janoubi (Azraq de Sud).
Separat și mai mare Rezervația Shaumari este, de asemenea, aproape de Azraq, fiind doar la 10 kilometri (6,2 mi) sud de oraș.